# Hackington
Hackington – wieś w Anglii, w hrabstwie Kent, w dystrykcie Canterbury. Leży 4 km na północ od miasta Canterbury i 87 km na wschód od centrum Londynu.
W 2001 miejscowość liczyła 522 mieszkańców.